# Vernon Duke
Vladimir Dukelski (Russisch: Владимир Александрович Дукельский, Vladimir Aleksandrovitsj Dukelski) (Parfianovka (nabij Pskov), 10 oktober 1903 – Santa Monica (Californië), 16 januari 1969) was een Russisch / Amerikaanse componist, die bekend werd onder de naam Vernon Duke.
Vernon Duke kreeg zijn muzikale opleiding aan de conservatoria van Moskou en Kiev. Een van zijn leermeesters was Reinhold Glière. Op de vlucht voor de bolsjewieken kwam hij in 1920 in Constantinopel aan en vandaar uit vluchtte de familie naar New York. Zijn naam was reeds bekend toen hij arriveerde, zeker toen hij onder leiding van en met Ira Gershwin lichte muziek ging componeren voor Broadway en soortgelijke shows. Zijn begin aan een pianoconcert voor Arthur Rubinstein was zo veelbelovend dat Serge Diaghilev hem een opdracht gaf voor een ballet (het pianoconcert is nooit voltooid). Een van zijn grootste successen was een "all-black" voorstelling Cabin in the Sky (1940) met choreograaf George Balanchine.

## Composities (selectief)
- 1923: Pianoconcert
- 1945: Celloconcert
- 1945: Hommage aan Boston (suite voor piano solo)
- 1926: Yvonne (opera)
- Zephir et Flore (ballet)
- Public Gardens (ballet)
- 4 symfonieën ;
- Dedicaces voor sopraan, piano en orkest ;
- vioolsonate;
- Triolets of the North (liederencyclus) en

talloze liederen voor het lichte repertorie zoals April in Paris, Autumn in New York, I can’t get started en Taking a Chance on love.

## Bron
Uitgave Naxos en The New Everyman.
- Biblioteca Nacional de España: XX1631253
- Bibliothèque nationale de France: cb14044916c (data)
- CiNii: DA12879784
- Gemeinsame Normdatei: 10382247X
- International Standard Name Identifier: 0000 0000 8130 7426
- Library of Congress Control Number: n80125365
- Nationale Bibliotheek van Letland: 000044138
- MusicBrainz: 794e6b10-e8e2-4fb1-9013-6a07564b5394
- Nationale Bibliotheek van Tsjechië: xx0106379
- Nationale Bibliotheek van Israël: 987007282990105171
- Nederlandse Thesaurus van Auteursnamen: 218151748
- Istituto Centrale per il Catalogo Unico: CFIV205322
- SNAC: w6280g8k
- Système universitaire de documentation: 164331581
- Trove: 1525253
- Virtual International Authority File: 51891012
- WorldCat: E39PBJqk9gtYqtcfVXBrj7w3cP